# جون أوبراين (مجدف)
جون أوبراين (بالإنجليزية: John O'Brien) هو مجدف نيوزيلندي، ولد في 1 يونيو 1927 في وانجانوي في نيوزيلندا، وتوفي في 25 فبراير 1995.

## وصلات خارجية
- جون أوبراين على موقع الاتحاد الدولي للتجديف (الإنجليزية)
- جون أوبراين على موقع أوليمبيديا (الإنجليزية)
- جون أوبراين على موقع اللجنة الأولمبية النيوزيلندية (الإنجليزية)